# Давиденко Степан Денисович
Степан Денисович Давиденко (нар. 27 січня 1904, місто Київ — ?) — український радянський партійний діяч, секретар Миколаївського і Львівського обласних комітетів КП(б)У. Депутат Львівської обласної ради 1-го скликання.

## Біографія
Народився в багатодітній родині робітника. Трудову діяльність розпочав у 1915 році ремонтним робітником. У 1918 році втратив батька.
У 1920—1924 роках — помічник накладчика, накладчик на сірниковій фабриці в Києві. У 1923 році вступив до комсомолу.
З 1924 року — чорнороб з ремонту колії, кондуктор трамваю в депо Київського трамвайного парку імені Красіна. Обирався секретарем осередку комсомолу депо.
Кандидат у члени ВКП(б) з 1924 року.
У 1927—1928 роках — секретар партійного осередку депо Київського трамвайного парку імені Красіна.
У 1928 році закінчив тримісячні курси пропагандистів.
У 1928—1931 роках — завідувач відділу культури і пропаганди Кагановичського районного комітету КП(б)У на Київщині; завідувач відділу культури і пропаганди Тальнівського районного комітету КП(б)У на Київщині.
У 1931 році закінчив курси відповідальних партійних працівників у місті Харкові. Після закінчення курсів навчався в аспірантурі комуністичного університету імені Артема в Харкові.
З 1933 року — заступник начальника політичного відділу машинно-тракторної станції (МТС) з партійно-масової роботи.
У 1937—1938 роках — 2-й секретар районного комітету КП(б)У; в.о. заступника завідувача сільськогосподарського відділу Миколаївського обласного комітету КП(б)У
З червня 1938 по листопад 1939 року — секретар Миколаївського міського комітету КП(б)У; 3-й секретар Миколаївського міського комітету КП(б)У.
27 листопада 1939 — червень 1941 року — 3-й секретар Львівського обласного комітету КП(б)У.
З липня 1941 року — в Червоній армії на політичній роботі, учасник німецько-радянської війни. Служив в.о.начальника політичного відділу 81-ї стрілецької дивізії. У 1942 році потрапив у оточення та німецький полон, деякий час вважався зниклим безвісти. У 1944 році визволений з німецького полону. З лютого 1944 року — командир взводу 9-го окремого штурмового стрілецького батальйону 236-ї стрілецької дивізії 34-го стрілецького корпусу 46-ї армії 3-го Українського фронту.
Подальша доля невідома.
На 1985 рік — пенсіонер у місті Києві.

## Звання
- батальйонний комісар
- майор

## Нагороди
- орден Вітчизняної війни І ст. (6.04.1985)
- орден Вітчизняної війни ІІ ст. (18.04.1944)
- ордени
- медаль «За перемогу над Німеччиною у Великій Вітчизняній війні 1941—1945 рр.» (9.05.1945)
- медалі